# Fosfato de manganeso (III)
El fosfato de manganeso (III) es un compuesto químico inorgánico de manganeso de fórmula MnPO4. Es un sólido púrpura higroscópico que absorbe la humedad para formar el monohidrato verde pálido, aunque las formas anhidra y monohidratada se sintetizan normalmente por métodos separados.

## Producción y propiedades
El fosfato de manganeso monohidratado se produce mediante la reacción de una sal de Mn(II), como el sulfato de manganeso (II), y ácido fosfórico, seguida de oxidación con ácido nítrico. Otro método de producción del monohidrato es la comprobación de la proporción de permanganato y Mn(II) en ácido fosfórico:  
MnO4– + 4 Mn2+ + 10 PO43– + 8 H+ → 5 [Mn(PO4)2]3– + 4 H2O
El ion difosfomanganato (III) se convierte lentamente en el monohidrato. El calentamiento del monohidrato no produce la forma anhidra, sino que se descompone en pirofosfato de manganeso (II) (Mn2P2O7) a 420 °C.
4 MnPO4·H2O → 2 Mn2P2O7 + 4 H2O + O2
Para producir la forma anhidra, el fosfato de litio y manganeso (II) se oxida con tetrafluoroborato de nitronio en condiciones inertes. 
La forma anhidra es sensible a la humedad. En ausencia de humedad, se descompone a 400 °C, pero cuando hay humedad, pasa lentamente a una fase amorfa y se descompone a 250 °C.

## Estructura y ocurrencia natural

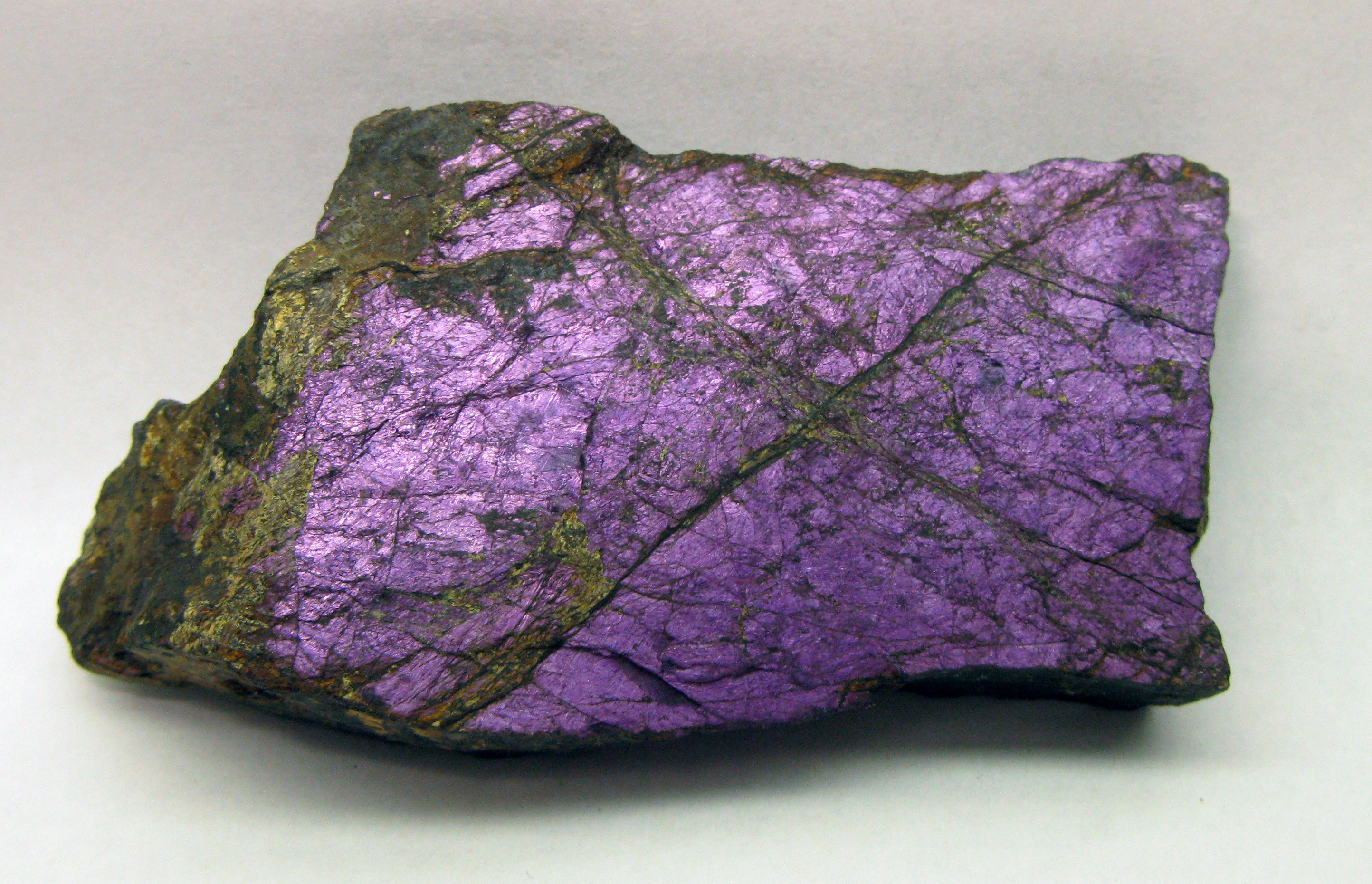
Purpurita, MnPO_{4} natural

La forma anhidra tiene una estructura de olivino y se presenta naturalmente como el mineral purpurita. El monohidrato tiene una estructura monoclínica, similar a la del sulfato de magnesio monohidratado, pero presenta distorsiones en el centro octaédrico de manganeso debido al efecto Jahn-Teller. Aparece de forma natural como el mineral serrabranquita.  
La forma monohidrato tiene parámetros celulares de a = 6,912 Å, b = 7,470 Å, β = 112,3° y Z = 4. Está formado por octaedros trans- [Mn(PO4(H2O)2] distorsionados e interconectados. 